# Vaggelīs Nastos
Vangelīs Nastos (in greco Βαγγέλης Νάστος?; Salonicco, 13 dicembre 1980) è un ex calciatore greco, di ruolo difensore.

## Carriera

### Club
Cresciuto nel Kalamata, con cui debutta appena ventenne nel campionato greco, gioca una stagione (26 presenze e 2 gol) prima di passare al Paok Salonicco, dove gioca due stagioni collezionando 37 presenze e 2 gol, e dove vince la Coppa di Grecia 2003.
Arrivato in Italia nell'estate del 2003, gioca 8 partite in Serie A con il Perugia e altre 17 in Serie B. Dopo il fallimento della società umbra si trasferisce al L.R. Vicenza, giocando 33 partite prima di venire bloccato da un infortunio nella parte finale della stagione.
Nella stagione 2006-2007 viene impiegato stabilmente nel ruolo di terzino sinistro, ruolo per lui inedito.
Nel gennaio del 2008 passa all'Ascoli.
Nell'estate del 2009 si trasferisce in Grecia nella squadra dell'Atromitos.

### Nazionale
Con la Grecia ha partecipato al Campionato europeo di calcio Under-21 2002 in Svizzera.

## Statistiche

### Cronologia presenze e reti in nazionale
| Cronologia completa delle presenze e delle reti in nazionale ― Grecia under 21 | Cronologia completa delle presenze e delle reti in nazionale ― Grecia under 21 | Cronologia completa delle presenze e delle reti in nazionale ― Grecia under 21 | Cronologia completa delle presenze e delle reti in nazionale ― Grecia under 21 | Cronologia completa delle presenze e delle reti in nazionale ― Grecia under 21 | Cronologia completa delle presenze e delle reti in nazionale ― Grecia under 21 | Cronologia completa delle presenze e delle reti in nazionale ― Grecia under 21 | Cronologia completa delle presenze e delle reti in nazionale ― Grecia under 21 |
| Data                                                                           | Città                                                                          | In casa                                                                        | Risultato                                                                      | Ospiti                                                                         | Competizione                                                                   | Reti                                                                           | Note                                                                           |
| ------------------------------------------------------------------------------ | ------------------------------------------------------------------------------ | ------------------------------------------------------------------------------ | ------------------------------------------------------------------------------ | ------------------------------------------------------------------------------ | ------------------------------------------------------------------------------ | ------------------------------------------------------------------------------ | ------------------------------------------------------------------------------ |
| 7-9-1999                                                                       | Atene                                                                          | Grecia under 21                                                                | 5 – 2                                                                          | Albania under 21                                                               | Qual. Europeo Under-21 2000                                                    | -                                                                              |                                                                                |
| 8-10-1999                                                                      | Ruše                                                                           | Slovenia under 21                                                              | 0 – 5                                                                          | Grecia under 21                                                                | Qual. Europeo Under-21 2000                                                    | -                                                                              | 68’                                                                            |
| 13-11-1999                                                                     | Teplice                                                                        | Rep. Ceca under 21                                                             | 3 – 0                                                                          | Grecia under 21                                                                | Qual. Europeo Under-21 2000                                                    | -                                                                              | 84’                                                                            |
| 15-8-2000                                                                      | ?                                                                              | Svizzera under 21                                                              | 1 – 3                                                                          | Grecia under 21                                                                | Amichevole                                                                     | -                                                                              | 65’                                                                            |
| 1-9-2000                                                                       | Lubecca                                                                        | Germania under 21                                                              | 2 – 1                                                                          | Grecia under 21                                                                | Qual. Europeo Under-21 2002                                                    | -                                                                              |                                                                                |
| 6-10-2000                                                                      | Kaisarianī                                                                     | Grecia under 21                                                                | 3 – 1                                                                          | Finlandia under 21                                                             | Qual. Europeo Under-21 2002                                                    | -                                                                              |                                                                                |
| 10-10-2000                                                                     | Tirana                                                                         | Albania under 21                                                               | 0 – 1                                                                          | Grecia under 21                                                                | Qual. Europeo Under-21 2002                                                    | -                                                                              |                                                                                |
| 27-2-2001                                                                      | ?                                                                              | Grecia under 21                                                                | 2 – 0                                                                          | Russia under 21                                                                | Amichevole                                                                     | -                                                                              | 46’                                                                            |
| 27-3-2001                                                                      | Atene                                                                          | Grecia under 21                                                                | 2 – 0                                                                          | Germania under 21                                                              | Qual. Europeo Under-21 2002                                                    | -                                                                              |                                                                                |
| 1-6-2001                                                                       | San Nicolò                                                                     | Grecia under 21                                                                | 0 – 0                                                                          | Albania under 21                                                               | Qual. Europeo Under-21 2002                                                    | -                                                                              |                                                                                |
| 5-6-2001                                                                       | Atene                                                                          | Grecia under 21                                                                | 3 – 1                                                                          | Inghilterra under 21                                                           | Qual. Europeo Under-21 2002                                                    | -                                                                              |                                                                                |
| 4-9-2001                                                                       | Helsinki                                                                       | Finlandia under 21                                                             | 0 – 3                                                                          | Grecia under 21                                                                | Qual. Europeo Under-21 2002                                                    | -                                                                              | 67’                                                                            |
| 5-10-2001                                                                      | Blackburn                                                                      | Inghilterra under 21                                                           | 2 – 1                                                                          | Grecia under 21                                                                | Qual. Europeo Under-21 2002                                                    | -                                                                              |                                                                                |
| 13-11-2001                                                                     | İzmit                                                                          | Turchia under 21                                                               | 2 – 1                                                                          | Grecia under 21                                                                | Qual. Europeo Under-21 2002                                                    | 1                                                                              |                                                                                |
| 16-5-2002                                                                      | Losanna                                                                        | Grecia under 21                                                                | 1 – 2                                                                          | Belgio under 21                                                                | Europeo Under-21 2002 - 1º turno                                               | -                                                                              | 58’                                                                            |
| 19-5-2002                                                                      | Losanna                                                                        | Grecia under 21                                                                | 1 – 3                                                                          | Francia under 21                                                               | Europeo Under-21 2002 - 1º turno                                               | -                                                                              |                                                                                |
| Totale                                                                         |                                                                                | Presenze                                                                       | 16                                                                             |                                                                                | Reti                                                                           | 1                                                                              |                                                                                |

## Palmarès

### Club

#### Competizioni nazionali
- Coppa di Grecia: 1

PAOK Salonicco: 2002-2003

#### Competizioni internazionali
- Coppa Intertoto UEFA: 1

Perugia: 2003